# Симплектический базис
Симплектический базис — базис симплектического векторного пространства. Представляет собой совокупность векторов {\displaystyle {\mathbf {e} }_{i},{\mathbf {f} }_{i}}, {\displaystyle i=1,2,...} из симплектического векторного пространства c невырожденной билинейной формой {\displaystyle \omega }, удовлетворяющих условиям: 
{\displaystyle \omega ({\mathbf {e} }_{i},{\mathbf {e} }_{j})=0},
{\displaystyle \omega ({\mathbf {f} }_{i},{\mathbf {f} }_{j})=0},
{\displaystyle \omega ({\mathbf {e} }_{i},{\mathbf {f} }_{j})=\delta _{ij}}.
Симплектический базис симплектического векторного пространства всегда существует. Он может быть построен с помощью процедуры, аналогичной процессу Грама–Шмидта. Существование базиса подразумевает, в частности, что размерность симплектического векторного пространства чётна, если она конечна.